# Campionati del mondo di corsa campestre 2013
Il XL Campionato mondiale di corsa campestre si è disputato ad Bydgoszcz, in Polonia, il 24 marzo 2013 al Myślęcinek Park. Vi hanno preso parte 398 atleti in rappresentanza di 41 nazioni. Il titolo maschile è stato vinto da Japhet Kipyegon Korir mentre quello femminile da Emily Chebet.

## Nazioni partecipanti
Qui sotto sono elencate le nazioni che hanno partecipato a questi campionati (tra parentesi il numero degli atleti per ciascuna nazione):
- Algeria (18)
- Australia (19)
- Bahrein (6)
- Belgio (2)
- Bielorussia (1)
- Brasile (17)
- Bulgaria (3)
- Canada (23)
- Rep. Ceca (1)
- Cina (8)
- Emirati Arabi Uniti (1)
- Eritrea (14)
- Etiopia (24)

- Francia (12)
- Giappone (22)
- Gran Bretagna (23)
- Irlanda (5)
- Italia (7)
- Kenya (24)
- Kirghizistan (2)
- Marocco (11)
- Messico (4)
- Namibia (2)
- Palestina (1)
- Perù (4)
- Polonia (24)

- Ruanda (5)
- Romania (1)
- Spagna (18)
- Stati Uniti (24)
- Sudafrica (16)
- Sudan (4)
- Tanzania (3)
- Thailandia (4)
- Tunisia (14)
- Uganda (18)
- Yemen (1)
- Zambia (2)
- Zimbabwe (1)

## Programma
| Data     | Ora   | Gara                     |
| -------- | ----- | ------------------------ |
| 24 marzo | 11:30 | Cerimonia di apertura    |
| 24 marzo | 12:00 | Corsa under 20 femminile |
| 24 marzo | 12:30 | Corsa under 20 maschile  |
| 24 marzo | 13:15 | Corsa seniores femminile |
| 24 marzo | 14:10 | Corsa seniores maschile  |

## Risultati

### Individuale (uomini seniores)
| Pos. | Atleta                | Nazione     | Tempo (m's") |
| ---- | --------------------- | ----------- | ------------ |
|      | Japhet Kipyegon Korir | Kenya       | 32'45"       |
|      | Imane Merga           | Etiopia     | 32'51"       |
|      | Teklemariam Medhin    | Eritrea     | 32'54"       |
| 4º   | Moses Ndiema Kipsiro  | Uganda      | 33'08"       |
| 5º   | Timothy Toroitich     | Uganda      | 33'09"       |
| 6º   | Ben True              | Stati Uniti | 33'11"       |
| 7º   | Goitom Kifle          | Eritrea     | 33'16"       |
| 8º   | Collis Birmingham     | Australia   | 33'18"       |
| 9º   | Feyisa Lilesa         | Etiopia     | 33'22"       |
| 10º  | Chris Derrick         | Stati Uniti | 33'23"       |

### Squadre (uomini seniores)
| Pos. | Atleta                                                                                       | Punti |
| ---- | -------------------------------------------------------------------------------------------- | ----- |
|      | Etiopia Imane Merga Feyisa Lilesa Abera Chane Tesfaye Abera                                  | 38    |
|      | Stati Uniti Ben True Chris Derrick Ryan Vail Robert Mack                                     | 52    |
|      | Kenya Japhet Kipyegon Korir Hosea Macharinyang Geoffrey Kipkorir Kirui Timothy Kosgei Kiptoo | 54    |
| 4ª   | Eritrea Teklemariam Medhin Goitom Kifle Abrar Osman Samsom Gebreyohannes                     | 75    |
| 5ª   | Uganda Moses Ndiema Kipsiro Timothy Toroitich Geofrey Kusuro Phillip Kiplimo                 | 76    |
| 6ª   | Algeria Rabah Aboud Hicham Bouchicha Mounir Miout Abdelmadjed Touil                          | 107   |
| 7ª   | Australia Collis Birmingham Liam Adams Brett Robinson Stephen Kelly                          | 116   |
| 8ª   | Spagna Sergio Sánchez Carles Castillejo Antonio David Jiménez José España                    | 127   |
| 9ª   | Canada Mohammed Ahmed Chris Winter Cameron Levins Mathew Walters                             | 140   |
| 10ª  | Polonia Blazej Brzezinski Arkadiusz Gardzielewski Tomasz Szymkowiak Krystian Zalewski        | 164   |

### Individuale (uomini under 20)
| Pos. | Atleta                | Nazione | Tempo (m's") |
| ---- | --------------------- | ------- | ------------ |
|      | Hagos Gebrhiwet       | Etiopia | 21'04"       |
|      | Leonard Barsoton      | Kenya   | 21'08"       |
|      | Muktar Edris          | Etiopia | 21'13"       |
| 4º   | Tsegay Tuemay         | Eritrea | 21'26"       |
| 5º   | Conseslus Kipruto     | Kenya   | 21'40"       |
| 6º   | Birhan Nebebew        | Etiopia | 21'42"       |
| 7º   | Ghirmay Ghebreslassie | Eritrea | 21'50"       |
| 8º   | Dawit Weldesilasie    | Eritrea | 21'58"       |
| 9º   | Ronald Kwemoi         | Kenya   | 21'58"       |
| 10º  | Michael Bett          | Kenya   | 22'21"       |

### Squadre (uomini under 20)
| Pos. | Atleta                                                                                 | Punti |
| ---- | -------------------------------------------------------------------------------------- | ----- |
|      | Etiopia Hagos Gebrhiwet Muktar Edris Birhan Nebebew Yihunilign Adane                   | 23    |
|      | Kenya Leonard Barsoton Conseslus Kipruto Ronald Kwemoi Michael Bett                    | 26    |
|      | Marocco Mohammed Abid Zouhair Talbi Omar Ait Chitachen Hassan Ghachoui                 | 65    |
| 4ª   | Stati Uniti Matt McClintock Nowak Craig Malachy Schrobilgen Darren Fahy                | 106   |
| 5ª   | Giappone Yuki Hirota Tatsuya Hayashi Tadashi Isshiki Hideto Yamanaka                   | 138   |
| 6ª   | Italia Lorenzo Dini Yemaneberhan Crippa Yohanes Chiappinelli Samuele Dini              | 164   |
| 7ª   | Uganda Alex Kapcheromit Cherop Abdellah Kibet Mande Moses Martin Kurong Michael Cherop | 170   |
| 8ª   | Australia Morgan McDonald Jacob Birtwhistle Jack Curran Jack Davies                    | 171   |
| 9ª   | Regno Unito Jonathan Davies Michael Callegari Michael Ward Gordon Benson               | 181   |
| 10ª  | Canada Benjamin Flanagan Ryan Sleiman Troy Smith Christian Gravel                      | 187   |

### Individuale (donne seniores)
| Pos. | Atleta                   | Nazione | Tempo (m's") |
| ---- | ------------------------ | ------- | ------------ |
|      | Emily Chebet             | Kenya   | 24'24"       |
|      | Hiwot Ayalew             | Etiopia | 24'27"       |
|      | Belaynesh Oljira         | Etiopia | 24'33"       |
| 4ª   | Shitaye Eshete           | Bahrein | 24'34"       |
| 5ª   | Margaret Wangari Muriuki | Kenya   | 24'39"       |
| 6ª   | Janet Kisa               | Kenya   | 24'46"       |
| 7ª   | Viola Jelagat Kibiwot    | Kenya   | 24'46"       |
| 8ª   | Tejitu Daba              | Bahrein | 24'55"       |
| 9ª   | Juliet Chekwel           | Uganda  | 24'58"       |
| 10ª  | Irene Chepet Cheptai     | Kenya   | 25'01"       |

### Squadre (donne seniores)
| Pos. | Atleta                                                                       | Punti |
| ---- | ---------------------------------------------------------------------------- | ----- |
|      | Kenya Emily Chebet Margaret Wangari Muriuki Janet Kisa Viola Jelagat Kibiwot | 19    |
|      | Etiopia Hiwot Ayalew Belaynesh Oljira Genet Yalew Sule Utura                 | 48    |
|      | Bahrein Shitaye Eshete Tejitu Daba Kareema Jasim Genzeb Shumi                | 73    |
| 4ª   | Stati Uniti Neely Spence Emily Infeld Mattie Suver Kim Conley                | 90    |
| 5ª   | Irlanda Fionnuala Britton Mary Teresa Cullen Linda Byrne Ava Hutchinson      | 115   |
| 6ª   | Francia Sophie Duarte Laurane Picoche Christelle Daunay Christine Bardelle   | 122   |
| 7ª   | Regno Unito Gemma Steel Louise Damen Stephanie Twell Eleanor Baker           | 154   |
| 8ª   | Canada Natasha Fraser Rachel Cliff Rachel Hannah Lindsay Carson              | 167   |
| 9ª   | Spagna Diana Martín Azucena Díaz Sonia Bejarano Teresa Urbina                | 183   |
| 10ª  | Uganda Juliet Chekwel Janet Achola Rebecca Cheptegei Viola Chemos            | 188   |

### Individuale (donne under 20)
| Pos. | Atleta                      | Nazione | Tempo (m's") |
| ---- | --------------------------- | ------- | ------------ |
|      | Faith Chepngetich Kipyegon  | Kenya   | 17'51"       |
|      | Agnes Tirop                 | Kenya   | 17'51"       |
|      | Alemitu Heroye              | Etiopia | 17'57"       |
| 4ª   | Caroline Chepkoech Kipkirui | Kenya   | 18'09"       |
| 5ª   | Ruti Aga                    | Etiopia | 18'18"       |
| 6ª   | Sofiya Shemsu               | Etiopia | 18'20"       |
| 7ª   | Rosefline Cepngetich        | Kenya   | 18'21"       |
| 8ª   | Sheila Chepngetich Keter    | Kenya   | 18'21"       |
| 9ª   | Buze Diriba                 | Etiopia | 18'29"       |
| 10ª  | Alemitu Hawi                | Etiopia | 18'35"       |

### Squadre (donne under 20)
| Pos. | Atleta                                                                                         | Punti |
| ---- | ---------------------------------------------------------------------------------------------- | ----- |
|      | Kenya Faith Chepngetich Kipyegon Agnes Tirop Caroline Chepkoech Kipkirui Rosefline Chepngetich | 14    |
|      | Etiopia Alemitu Heroye Ruti Aga Sofiya Shemsu Buze Diriba                                      | 23    |
|      | Regno Unito Emelia Gorecka Georgia Taylor-Brown Amy Eloise Neale Bobby Clay                    | 81    |
| 4ª   | Giappone Azusa Sumi Miyuki Uehara Saki Yoshimitzu Maki Izumida                                 | 30    |
| 5ª   | Uganda Nancy Cheptegei Stella Chesang Rachael Zena Chebet Phanice Chemutai                     | 99    |
| 6ª   | Stati Uniti Carrie Verdon Emily Stites Kathryn Knight Erin Finn                                | 105   |
| 7ª   | Polonia Sofia Ennaoui Natalia Wiera Katarzyna Rutkowska Sylwia Slezak                          | 165   |
| 8ª   | Australia Michaela Quinn Samantha Prime Amy Cashin Courtney Scott                              | 172   |
| 9ª   | Canada Madeline Yungblut Madeline McDonald Jillian Forsey Sarah Wismer                         | 203   |
| 10ª  | Algeria Hadjer Soukhal Nabila Senani Sabrina Yahi Sara Douis                                   | 227   |

## Medagliere
Legenda
     Paese ospitante
| Posizione | Paese         | Oro | Argento | Bronzo | Totale |
| --------- | ------------- | --- | ------- | ------ | ------ |
| 1         | Kenya         | 5   | 3       | 1      | 9      |
| 2         | Etiopia       | 3   | 4       | 3      | 10     |
| 3         | Stati Uniti   | 0   | 1       | 0      | 1      |
| 4         | Bahrein       | 0   | 0       | 1      | 1      |
| 4         | Eritrea       | 0   | 0       | 1      | 1      |
| 4         | Marocco       | 0   | 0       | 1      | 1      |
| 4         | Gran Bretagna | 0   | 0       | 1      | 1      |
| Totale    | Totale        | 8   | 8       | 8      | 24     |